# Staafkerk van Hedared
De Staafkerk van Hedared is de enige middeleeuwse staafkerk van Zweden, en ligt in het plaatsje Hedared in de provincie Västra Götalands län.
Het is tevens de enige staafkerk buiten Noorwegen die op de plek zelf is opgebouwd. De bouw ervan begon rond het jaar 1500. Het kerkje is maar 35 vierkante meter groot, en is erg sober ingericht.